# Gonatus pyros
Gonatus pyros är en bläckfiskart som beskrevs av Young 1972. Gonatus pyros ingår i släktet Gonatus och familjen Gonatidae. Inga underarter finns listade i Catalogue of Life.